# Bahr el Ghazal (region)
Bahr el Ghazal (arab.: بحر الغزال) – region w zachodniej części Sudanu Południowego. Jego nazwa pochodzi od nazwy rzeki Bahr el Ghazal (w tłumaczeniu na język polski – „rzeka gazeli”). Jest jednym z trzech regionów historycznych Sudanu południowego obok Nilu Górnego i Ekwatorii.
W skład regionu wchodzą stany Bahr el Ghazal Północny, Bahr el Ghazal Zachodni, Al-Wahda i Warab. Na zachodzie graniczy z Republiką Środkowoafrykańską. Jest to obszar na przemian bagienny i suchy, zamieszkany w większości przez ludzi z plemienia Dinka, którzy utrzymują się głównie z uprawy roli i hodowli bydła. W przeszłości ziemie te padały ofiarą najazdów arabskich handlarzy niewolników z sąsiedniego Darfuru. Handel żywym towarem został zdelegalizowany w roku 1864 przez kedywa Egiptu, ale wkrótce odżył za sprawą wpływowych lokalnych kupców posiadających na swych usługach całe armie najemników. Najbardziej znany z nich, Sebehr Rahma, zdołał pokonać turecko-egipską armię wysłaną do Bahr el Ghazal w roku 1873. Ostatecznie kedywowi udało się podbić Bahr el Ghazal i uczynić z regionu jedną z części Egiptu z al-Zubajrem w charakterze gubernatora. Region został później włączony do anglo-egipskiego Sudanu stając się jego dziewiątą prowincją (po oddzieleniu Ekwatorii w roku 1948), a po ogłoszeniu niepodległości – stanem Republiki Sudanu. W 1996 roku region został podzielony na cztery jednostki administracyjne. W czasach kolonialnych obszar był zarządzany przez brytyjskich urzędników; z przyczyny powtarzających się powodzi i trudności komunikacyjnych region okryty był złą sławą, zyskując miano „Bagna” (ang. The Bog), a urzędnicy przezwisko „Bagiennych Baronów”.
Regionem od wielu lat wstrząsają konflikty zbrojne. Był m.in. sceną walk podczas pierwszej wojny domowej w latach 1955–1972. W 1982 powstała Ludowa Armia Wyzwolenia Sudanu (ang. Sudan People’s Liberation Army, SPLA) zwalczająca zdominowany przez Arabów rząd w Chartumie. Skutkiem tego był wybuch drugiej wojny domowej trwającej do 2003 roku, podczas której zginęły ponad dwa miliony ludzi. W rezultacie większość mieszkańców została zmuszona do przesiedlenia się do innych regionów bądź też do szukania azylu w krajach ościennych.